# カーチャ・カッシン
カーチャ・カッシン（Katja Kassin、1979年9月24日 - ）は、ドイツのポルノ女優。ライプツィヒ出身。

## 受賞歴
- 2004アダム・フィルム ワールドガイドアワード 最優秀女性パフォーマー[1]
- 2004ヴィーナス賞 - 最優秀国際女優賞[2]
- 2006XRCO賞 - 最優秀アナルオーガズム賞[3]
- 2006AVNアワード 最優秀ソロセックス賞 - Anal Showdown[4]
- 2009AVNアワード 最優秀POVセックス賞 - Double Vision 2[5]